# عبد الرحمن الحرازي
عبد الرحمن الحرازي لاعب كرة قدم قطري يلعب حالياً كلاعب جناح في نادي الريان .

## مسيرة اللاعب
كانت بداياته مع نادي السيلية و انتقل إلى الريان في عام 2016 و أعاره الريان إلى السيلية في عام 2017 و أعير إلى النادي الأهلي في صيف 2021.

## روابط خارجية
- عبد الرحمن الحرازي على موقع Soccerway.com (الإنجليزية)